# Majewo (powiat tczewski)
Majewo – osada kociewska w Polsce położona w województwie pomorskim, w powiecie tczewskim, w gminie Morzeszczyn. Miejscowość leży na ważnej kolejowej magistrali węglowej Śląsk-Porty.
W latach 1975–1998 miejscowość administracyjnie należała do województwa gdańskiego.